# Elektrenai kraftværk
Lietuvos elektrinė er et kulkraftværk i det centrale Litauen. Det fungerer som et varmekraftværk. Det har en installeret produktionskapacitet på 1.800 MW. Brændselskilden er kul, naturgas eller olie. Det er landets største kraftværk målt efter installeret effekt.